# Hôtel de Sourdéac
L'hôtel de Sourdéac, situé au 8 rue Garancière, dans le 6e arrondissement de Paris.

## Historique

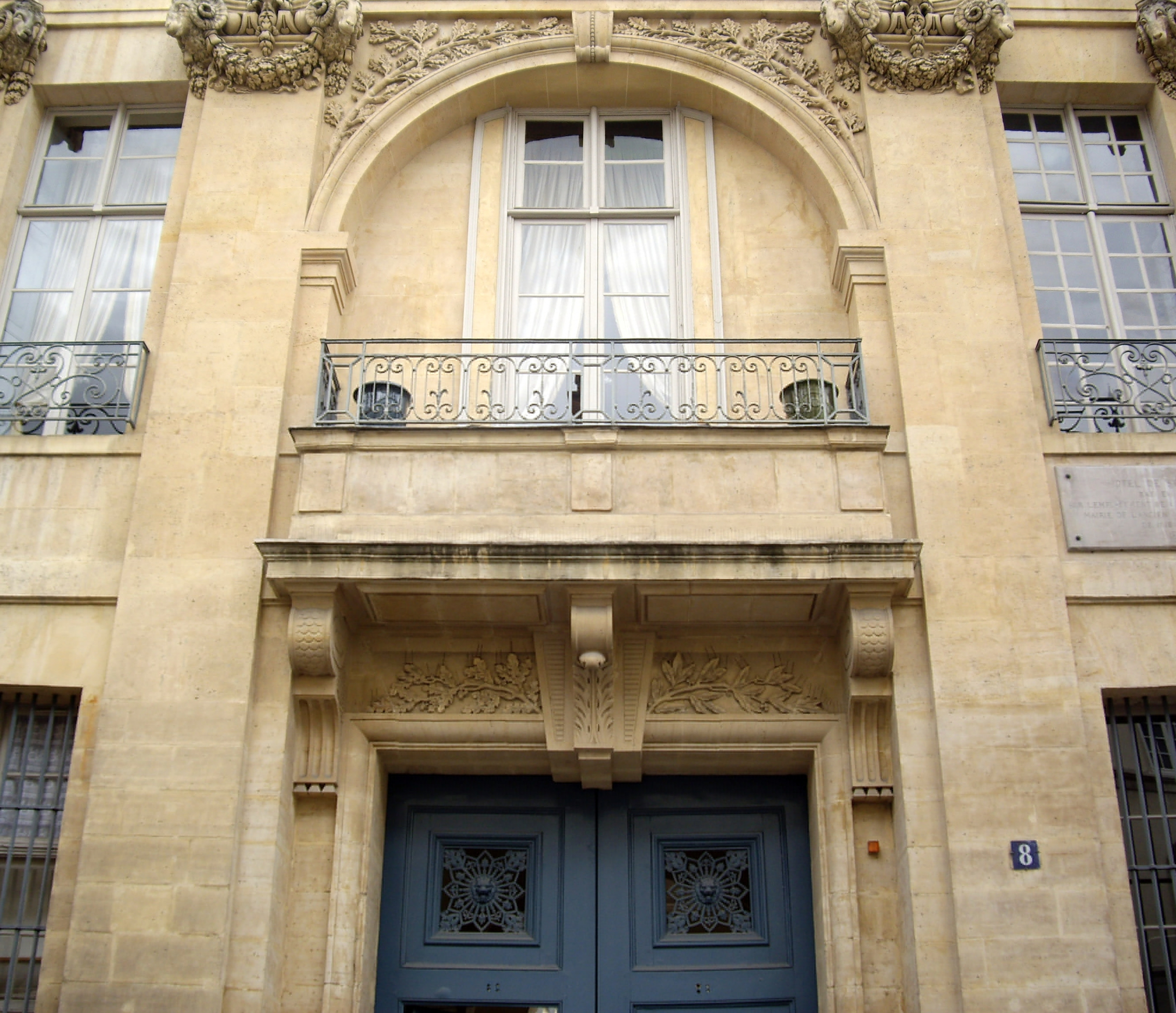
Façade de l'hôtel.

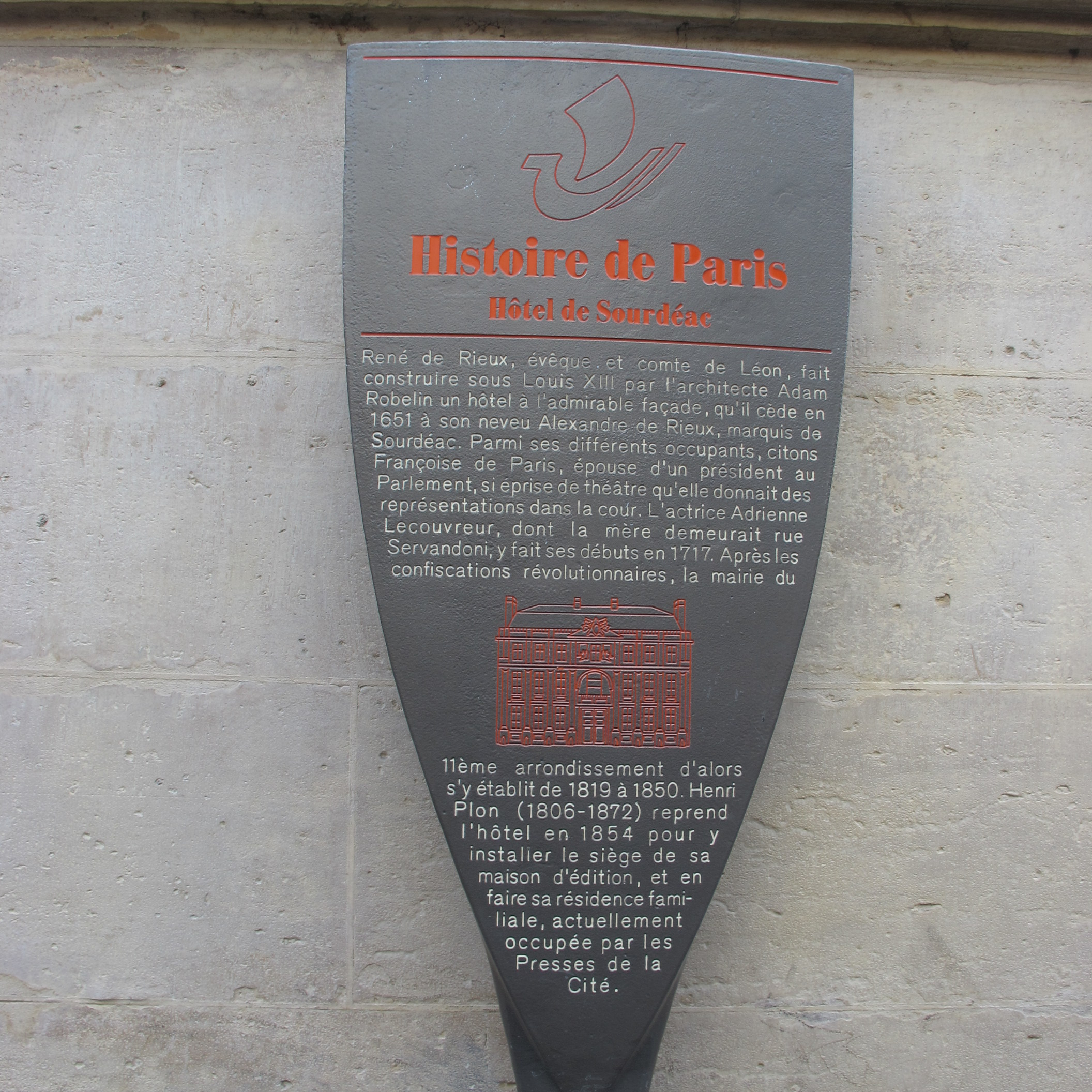
Panneau Histoire de Paris.

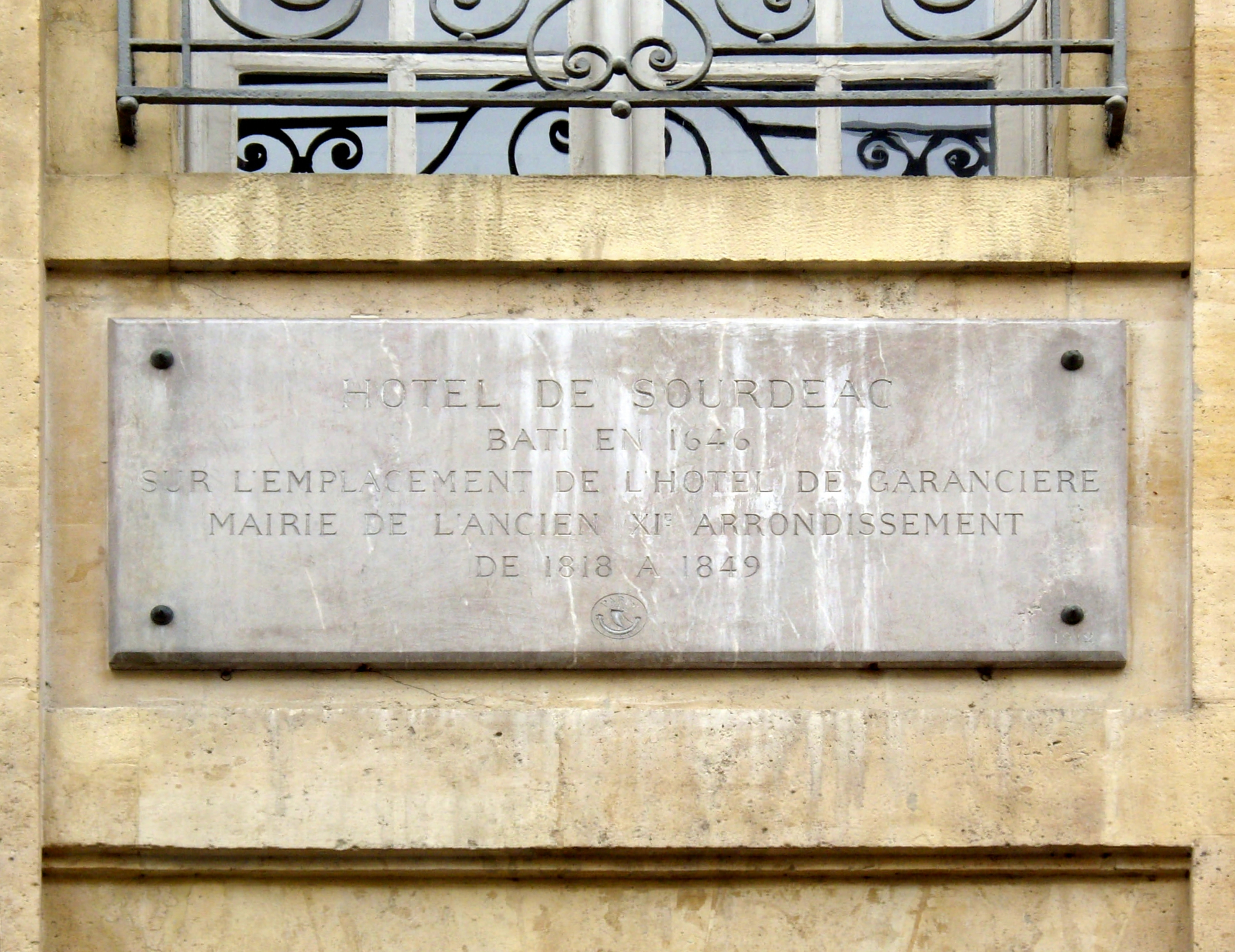
Plaque commémorative.

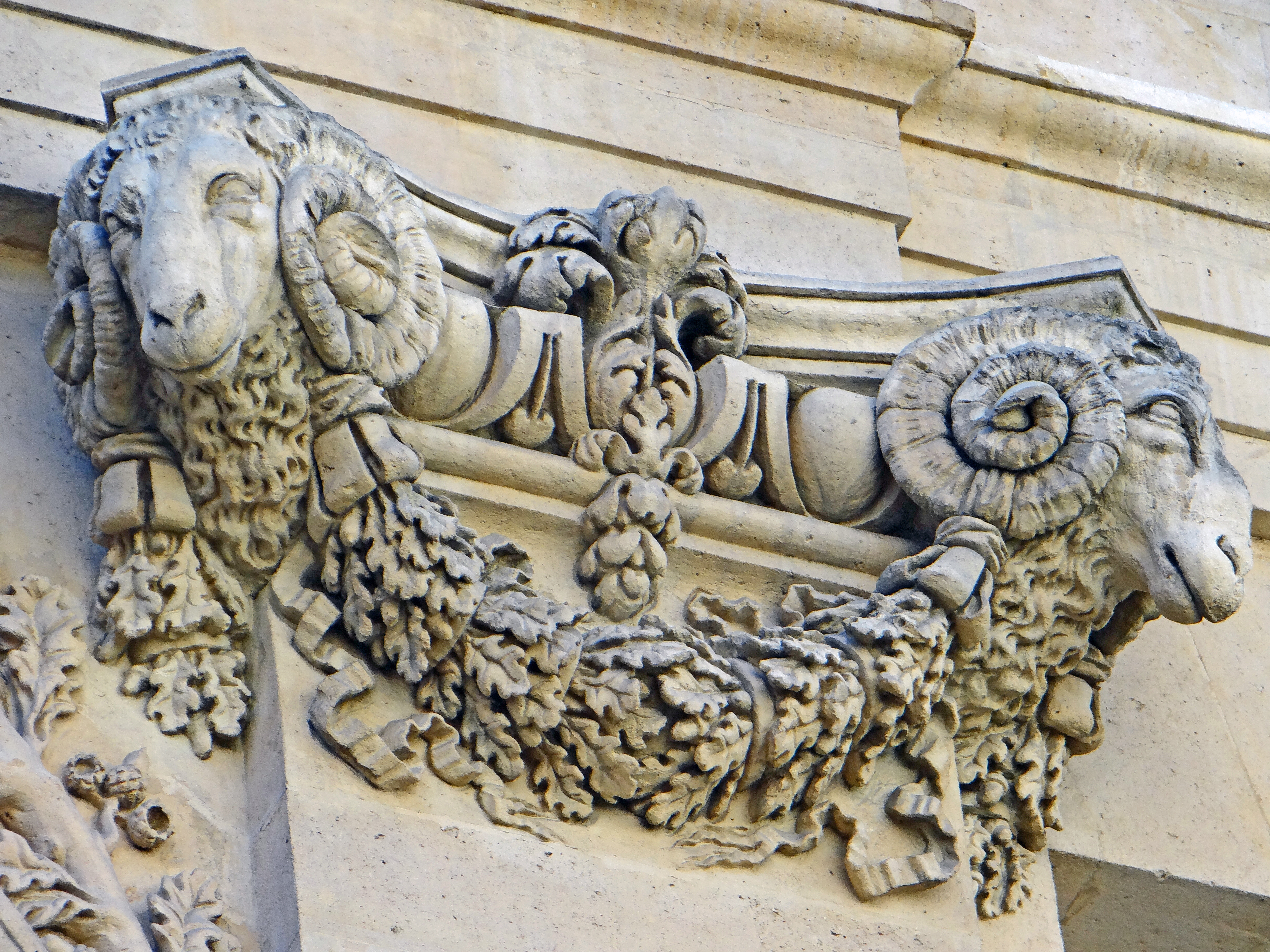
Chapiteau à têtes de béliers.

C'est un hôtel particulier, construit en 1646 sur l'emplacement de l'ancien hôtel Garancière pour René de Rieux, évêque-comte de Léon en Bretagne. À sa mort, l'hôtel est passé à son neveu, Alexandre de Rieux, marquis de Sourdéac.
Jean-Aimar Piganiol de La Force écrivait à propos de cet hôtel en 1745 : « Il y a aussi dans cette rue un Hôtel fort remarquable, & qui a plus d'apparence que de régularité. On le nommait autrefois Hôtel de Léon, parce c'étoit René de Rieux, Évêque de Léon, qui l'avoit fait bâtir. Ce Seigneur, qui étoit un des Prélats du Royaume, le plus splendide & le plus éloquent, étant mort le 8 mars de l'an 1651, cet Hôtel appartint à Guy de Rieux, Seigneur de Sourdéac, et depuis on l'a toujours nommé Hôtel de Sourdéac, quoiqu'il n'appartienne plus à la maison de Rieux. Cette maison a été bâtie sur les desseins d'un Italien, nommé Robelini, qui en a décoré les dehors, d'une manière qui en impose à ceux qui ne se connoissent point en belle architecture. »
L'hôtel a été gravé par Jean Marot qui en attribue la construction à un certain architecte Robelni. Il faut en fait lire Robelin. L'hôtel a été construit par le maître maçon Adam Robelin, mort en 1649, et son frère Jacques. La qualité de la façade a fait attribuer l'hôtel à un architecte italien du nom de Bobelini qui n'est pas connu par ailleurs. C'est probablement aussi un avatar de Robelin. Les pilastres colossaux ne sont pas rares en France dans les années 1640, par contre les chapiteaux avec des têtes de bélier sont originaux.
En 1717, la comédienne Adrienne Lecouvreur, alors âgée de 27 ans, donna dans la cour de l'hôtel sa première représentation publique. Alors propriété de la passionnée de théâtre Françoise du Gué, veuve de François du Gué, président de la Chambre des comptes de Paris, qui l'avait acquise pour 42 000 livres en 1693, la demeure passa à sa fille en 1720, la marquise Catherine de La Chaise, nièce par alliance du confesseur du roi, puis en 1732 à sa petite-fille, Anne-Françoise de la Chaise d'Aix, épouse de l'ambassadeur à Venise, Pierre-François de Montaigu. Avant la Révolution, l'hôtel était loué par l'évêque de Senlis, Jean-Armand de Bessuéjouls de Roquelaure, puis fut confisqué. Sous la Restauration et la Deuxième République, entre 1818 et 1850, l'hôtel abrita la mairie de l'ancien 11e arrondissement avant son installation au 78 rue Bonaparte en tant que mairie du 6e. L'hôtel fut acquis en 1852 par Henri Plon, imprimeur de Napoléon III, et servit de siège à la maison d'édition Plon jusqu'en 1988. La maison Bisson frères y avait son siège.
L'hôtel a été inscrit au titre des monuments historiques le 20 octobre 1928.